# ニッセイアセットマネジメント
ニッセイアセットマネジメント株式会社（英称：Nissay Asset Management Corporation.）は、日本の投資顧問・資産運用会社。投資信託商品などを扱う。日本生命保険の連結子会社である。

## 概要
本社は東京都千代田区。投資信託協会、日本投資顧問業協会会員。

## 歴史
- 1985年7月 - ニッセイ投資顧問株式会社設立
- 1995年4月 - ニッセイ投信株式会社設立
- 1996年4月 - 大阪営業所開設
- 1998年7月 - ニッセイ投資顧問とニッセイ投信が合併し、ニッセイアセットマネジメント投信株式会社が発足
- 1998年7月 - 定期（3ヵ月）分配型投資信託の先駆けとなる「ニッセイ／パトナム・インカムオープン」を設定
- 2000年5月 - ニッセイアセットマネジメント株式会社に社名変更
- 2001年10月 - 私募投資信託の運用開始
- 2001年11月 - 確定拠出年金専用投資信託の運用開始
- 2005年7月 -「ニッセイ／パトナム・インカムオープン」純資産残高1兆円突破
- 2006年
  - 6月 - 「ニッセイJ-REITファンド」を設定
  - 7月 - 国連PRI（Principle of Responsible Investments）署名
  - 9月 - 「ニッセイ日本インカムオープン（愛称：Jボンド）」を設定
- 2007年
  - 7月 - ICGN（The International Corporate Governance Network）加盟
- 2009年6月 - 確定拠出年金用投信「ニッセイ日経225インデックスファンド」の一般提供開始
- 2013年
  - 4月 - ニッポンライフ・グローバル・インベスターズ・シンガポール設立
  - 6月 - 「＜購入・換金手数料なし＞シリーズ」の開発開始
- 2014年
  - 2月 - 「ニッセイJPX日経400アクティブファンド」設定
  - 5月 - 日本版スチュワードシップ・コードの受け入れ
- 2015年3月 - 2006年度以来となる私的年金受託残高1位獲得
- 2018年2月 - 日本生命保険相互会社の100%子会社となる
- 2019年1月 - 気候関連財務情報開示タスクフォース（TCFD）の提言へ賛同
- 2021年
  - 3月 - 7年連続で私的年金受託残高1位獲得
  - 10月 - PRIデジタルカンファレンスにおけるリードスポンサーを務める

## 事業内容
投資運用業、投資助言・代理業
投資資産の運用による投資判断の委託を受けつけ、その投資を行う「投資一任業務」、投資の助言を行う「投資助言業務」を行う。
第二種金融商品取引業